# Simork FC
Der Simork Football Club (thailändisch สโมสรฟุตบอลสีหมอก) war ein thailändischer Fußballverein aus Suphanburi, der zuletzt in der Lower Region der dritten Liga spielte.
Die Mannschaft war das Reserveteam des Erstligisten Suphanburi FC.

## Vereinsgeschichte
Der Verein wurde 2015 gegründet. Man startete in der dritten Liga, der Regional League Division 2 in der Central/Western Region. 2016 wechselte man die Region und spielte in der Western Region. Nach der Ligareform im Jahr 2017 spielte man fortan in der Lower Region der neugeschaffenen dritten Liga. Der Verein wurde während der Saison 2019 gesperrt, da er die Gehälter nicht zahlen konnte.

## Stadion
Der Verein trägt seine Heimspiele im Ang Thong Province Stadium in Angthong aus. Das Mehrzweckstadion hat ein Fassungsvermögen von 6000 Zuschauern. Eigentümer ist die Angthong Administrative Organisation.

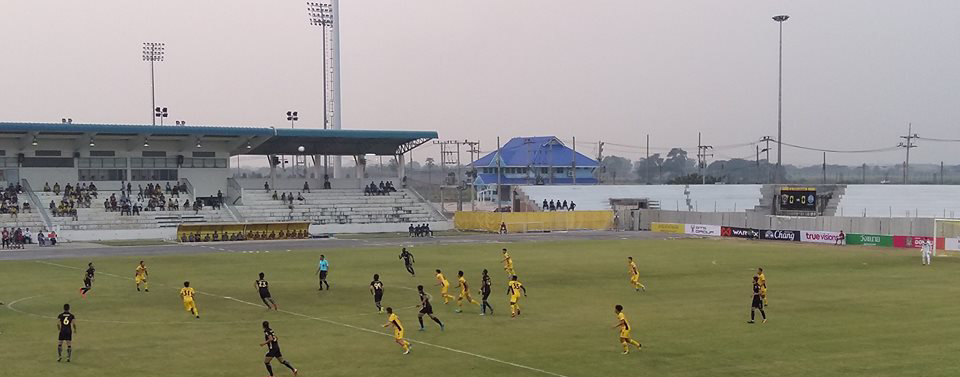
Ang Thong Province Stadium

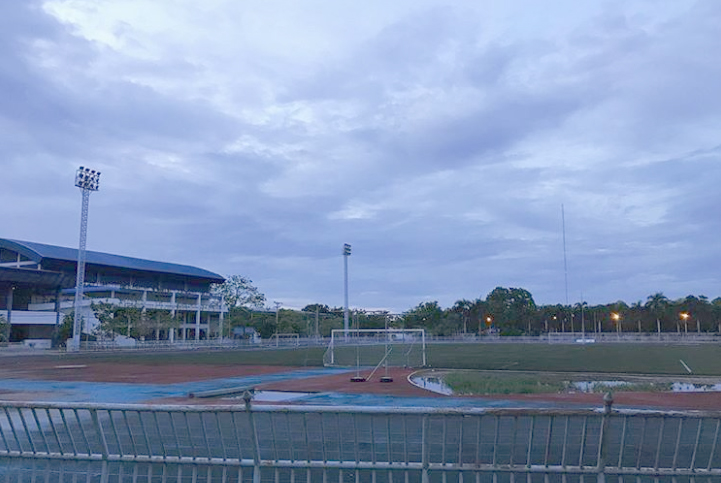
Suphanburi Sports School Stadium

### Spielstätten seit 2015
| Saison       | Stadion                          | Standort                       | Kapazität | Eigentümer                           | Koordinaten                      |
| ------------ | -------------------------------- | ------------------------------ | --------- | ------------------------------------ | -------------------------------- |
| 2015 – 2016  | Suphanburi Sports School Stadium | Suphanburi, Provinz Suphanburi | 1500      | Suphanburi Sports School             | 14° 28′ 20,6″ N, 100° 5′ 18,1″ O |
| 2017 - heute | Ang Thong Province Stadium       | Angthong, Provinz Angthong     | 6000      | Angthong Administrative Organisation | 14° 37′ 45″ N, 100° 27′ 5,7″ O   |

## Spieler
Stand: 20. Februar 2019 (letzte offizielle Mannschaft)
| Nr. |          | Position | Name                        |
| --- | -------- | -------- | --------------------------- |
| 1   | Thailand | TW       | Issarapap Boontin           |
| 2   | Thailand | AB       | Jetsadakorn Hemdaeng        |
| 3   | Thailand | ST       | Sujpornchai Srimuang        |
| 6   | Thailand | MF       | Kusolsang Jamfa             |
| 7   | Thailand | MF       | Datsakorn Thonglao          |
| 8   | Thailand | MF       | Chonlatid Wongsangangam     |
| 9   | Thailand | MF       | Rattanatham Pandee          |
| 10  | Thailand | ST       | Wuttichai Tathong           |
| 11  | Thailand | AB       | Suchon Sanguandee           |
| 13  | Thailand | MF       | Pongthanut Chiraphacharawat |
| 16  | Thailand | TW       | Visanusak Kaewruang         |
| 17  | Thailand | AB       | Sakolwach Sakolla           |
| 18  | Thailand | TW       | Adisak Duangsri             |
| 19  | Thailand | TW       | Intharat Apinyakool         |

| Nr. |          | Position | Name                 |
| --- | -------- | -------- | -------------------- |
| 22  | Thailand | AB       | Kroekpon Nilchalam   |
| 24  | Thailand | MF       | Kanpitcha Chanakaree |
| 25  | Thailand | AB       | Methus Yurrhanarong  |
| 26  | Thailand | MF       | Netiphong Nakchim    |
| 27  | Thailand | AB       | Anuwat Promyotha     |
| 28  | Namibia  | ST       | Sadney Urikhob       |
| 29  | Thailand | AB       | Thammarat Waenmani   |
| 30  | Thailand | MF       | Sittidet Mueangchoo  |
| 31  | Thailand | MF       | Panasan Konkung      |
| 33  | Thailand | ST       | Chainarong Tathong   |
| 35  | Thailand | AB       | Chalitpong Jantakol  |
| 38  | Japan    | AB       | Kunie Kitamoto       |
| 39  | Thailand | AB       | Chatchai Maneewan    |

## Torschützen seit 2017
| Saison | Name              | Tore |
| ------ | ----------------- | ---- |
| 2017   | Dokure Karamoko   | 12   |
| 2018   | Aekpon Nammuntree | 7    |
| 2019   |                   |      |

## Saisonplatzierung
| Saison | Liga                                      | Liga  | Liga   | Liga | Liga | Liga | Liga  | Liga   | Liga     |
| Saison | Liga                                      | Level | Spiele | S    | U    | N    | Tore  | Punkte | Position |
| ------ | ----------------------------------------- | ----- | ------ | ---- | ---- | ---- | ----- | ------ | -------- |
| 2015   | Regional League Division 2 – Central/West | 3     | 24     | 14   | 9    | 1    | 40:16 | 51     | 3.       |
| 2016   | Regional League Division 2 – West         | 3     | 22     | 11   | 5    | 6    | 38:22 | 38     | 4.       |
| 2017   | Thai League 3 - Lower                     | 3     | 28     | 7    | 6    | 15   | 31:42 | 27     | 13.      |
| 2018   | Thai League 3 - Lower                     | 3     | 26     | 5    | 8    | 13   | 30:57 | 23     | 12.      |
| 2019   | gesperrt                                  |       |        |      |      |      |       |        |          |

## Sponsoren
| Jahr | Ausrüster | Trikotsponsor                  |
| ---- | --------- | ------------------------------ |
| 2017 | EGO Sport | M Wrap / CP / Wankanai / Chang |
| 2018 | Warrix    |                                |
| 2019 | Volt      | Chang                          |